# Tournoi féminin de hockey sur glace aux Jeux olympiques d'hiver de 2002
Navigation
Nagano 1998 Turin 2006
Le tournoi féminin de hockey sur glace aux Jeux olympiques de Salt Lake City a lieu du 11 au 21 février 2002.

## Qualifications
Le classement final du Championnat du monde 2000 a été utilisé pour déterminer les cinq premières places, directement admises au premier tour. L'équipe américaine, qualifiée d'office en tant que pays hôte, avait fini deuxième des mondiaux.
Les nations classées de la septième à la dixième places se sont affrontées en tournoi de qualification premettant d'attribuer les deux places restantes.
| Mode de sélection         | Dates                | Lieux             | Nombre de places | Qualifiés                              |
| ------------------------- | -------------------- | ----------------- | ---------------- | -------------------------------------- |
| Pays organisateur         | 16 juin 1995         | Budapest, Hongrie | 1                | États-Unis                             |
| Championnat du monde 2000 | 3 au 9 avril 2000    | Canada            | 5                | Canada Suède Finlande Russie Allemagne |
| Tournoi de qualification  | 8 au 11 février 2001 | Engelberg, Suisse | 2                | Chine Kazakhstan                       |
| Total                     |                      |                   | 8                |                                        |

### Tournoi de qualification
Les nations classées de sept à dix au Championnat du monde féminin 2000 disputent un tournoi à Engelberg, en Suisse, du 8 au 11 février 2001.
| Clt   | Équipe     | PJ | V | D | N | BP | BC | Pts |
| ----- | ---------- | -- | - | - | - | -- | -- | --- |
| +001, | Kazakhstan | 3  | 2 | 1 | 0 | 9  | 10 | 4   |
| +002, | Allemagne  | 3  | 1 | 1 | 1 | 7  | 6  | 3   |
| +003, | Suisse     | 3  | 1 | 1 | 1 | 10 | 7  | 3   |
| +004, | Japon      | 3  | 0 | 1 | 2 | 7  | 10 | 2   |

- Qualifiés pour les Jeux olympiques

## Tournoi olympique

### Tour préliminaire

#### Groupe A
Les 2 meilleures équipes sont qualifiés pour les demi-finales.
| Clt   | Équipe     | PJ | V | D | N | BP | BC | Pts |
| ----- | ---------- | -- | - | - | - | -- | -- | --- |
| +001, | États-Unis | 3  | 3 | 0 | 0 | 28 | 1  | 6   |
| +002, | Finlande   | 3  | 2 | 1 | 0 | 7  | 6  | 4   |
| +003, | Allemagne  | 3  | 0 | 2 | 1 | 6  | 18 | 1   |
| +004, | Chine      | 3  | 0 | 2 | 1 | 6  | 21 | 1   |

- Qualifiés pour les demi-finales

|  | Canada | 7-0 | Kazakhstan |  |

|  | Suède | 3-2 | Russie |  |

|  | Russie | 0-7 | Canada |  |

|  | Suède | 7-0 | Kazakhstan |  |

|  | Kazakhstan | 1-4 | Russie |  |

|  | Canada | 11-0 | Suède |  |

#### Groupe B
Les 2 meilleures équipes sont qualifiés pour les demi-finales.
| Clt   | Équipe     | PJ | V | D | N | BP | BC | Pts |
| ----- | ---------- | -- | - | - | - | -- | -- | --- |
| +001, | États-Unis | 3  | 3 | 0 | 0 | 28 | 1  | 6   |
| +002, | Finlande   | 3  | 2 | 1 | 0 | 7  | 6  | 4   |
| +003, | Allemagne  | 3  | 0 | 2 | 1 | 6  | 18 | 1   |
| +004, | Chine      | 3  | 0 | 2 | 1 | 6  | 21 | 1   |

- Qualifiés pour les demi-finales

|  | États-Unis | 10-0 | Allemagne |  |

|  | Finlande | 4-0 | Chine |  |

|  | Finlande | 3-1 | Allemagne |  |

|  | Chine | 1-12 | États-Unis |  |

|  | États-Unis | 5-0 | Finlande |  |

|  | Allemagne | 5-5 | Chine |  |

### Phase finale

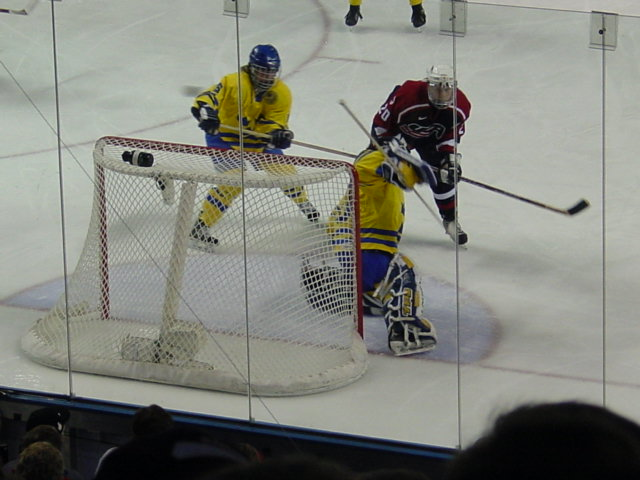
Suède et Etats-Unis durant la demi-finale

#### Tableau
|  | Demi-finales | Demi-finales |                                  |   | Finale | Finale |
|  | Demi-finales | Demi-finales |                                  |   | Finale | Finale |
|  |              |              |                                  |   |        |        |
|  |              |              |                                  |   |        |        |
|  |              |              |                                  |   |        |        |
|  | Canada       | 7            |                                  |   |        |        |
|  | Canada       | 7            |                                  |   |        |        |
|  | Finlande     | 3            |                                  |   |        |        |
|  | Finlande     | 3            | Canada                           | 3 |        |        |
|  |              |              | Canada                           | 3 |        |        |
|  |              | États-Unis   | 2                                |   |        |        |
|  | États-Unis   | États-Unis   | 2                                | 4 |        |        |
|  | États-Unis   |              |                                  | 4 |        |        |
|  | Suède        | 0            |                                  |   |        |        |
|  | Suède        | 0            | Match pour la médaille de bronze |   |        |        |
|  |              |              |                                  |   |        |        |
|  |              |              |                                  |   |        |        |
|  |              |              |                                  |   |        |        |
|  | Suède        | 2            |                                  |   |        |        |
|  | Suède        | 2            |                                  |   |        |        |
|  | Finlande     | 1            |                                  |   |        |        |
|  | Finlande     | 1            |                                  |   |        |        |

### Demi-finale
| 19 février 2002 | Canada | 7-3 (2–1, 0–2, 5–0) | Finlande | E Center, West Valley City 7 289 spectateurs |

| Feuille de match | Feuille de match | Feuille de match                                          | Feuille de match                                                                           | Feuille de match                                               |
| ---------------- | --- | --------------------------------------------------------- | ------------------------------------------------------------------------------------------ | -------------------------------------------------------------- |
|                  | Brisson (PP) – 05:58 / Wickenheiser (Chartrand) (SH) – 08:10 / Wickenheiser (Goyette, St-Pierre) – 43:19 / Hefford (Sunohara) – 43:25 / Sunohara (Goyette) – 57:26 / Campbell – 58:32 / Brisson (Botterill) (PP) – 59:03 | 1–0 / 2–0 / 2–1 / 2–2 / 2–3 / 3–3 / 4–3 / 5–3 / 6–3 / 7–3 | 19:35 – Reima (Fisk, Riipi) / 22:56 – Reima (Fisk, Hänninen) / 23:51 – Riipi (Reima, Fisk) | Arbitrage : Stacey Livingston Megan MacKenzie Julie Piacentini |
| Kim St-Pierre    | Gardiens | Tuula Puputti                                             |                                                                                            | Arbitrage : Stacey Livingston Megan MacKenzie Julie Piacentini |
| 10 min           | Pénalités | 14 min                                                    |                                                                                            | Arbitrage : Stacey Livingston Megan MacKenzie Julie Piacentini |
| 54               | Tirs | 18                                                        |                                                                                            | Arbitrage : Stacey Livingston Megan MacKenzie Julie Piacentini |

| 19 février 2002 | États-Unis | 4-0 (2–0, 1–0, 1–0) | Suède | E Center, West Valley City 7 738 spectateurs |

| Feuille de match | Feuille de match | Feuille de match      | Feuille de match | Feuille de match                                         |
| ---------------- | --- | --------------------- | ---------------- | -------------------------------------------------------- |
|                  | Granato (Mounsey, Wendell) – 17:16 / King (Bye, Mleczko) – 19:32 / Granato (Potter, Mounsey) (PP) – 28:57 / Darwitz (Wendell, Granato) – 52:58 | 1–0 / 2–0 / 3–0 / 4–0 |                  | Arbitrage : Jacqui Palm Henrieta Hujdušová Johanna Suban |
| Sarah Tueting    | Gardiens | Kim Martin            |                  | Arbitrage : Jacqui Palm Henrieta Hujdušová Johanna Suban |
| 14 min           | Pénalités | 12 min                |                  | Arbitrage : Jacqui Palm Henrieta Hujdušová Johanna Suban |
| 32               | Tirs | 10                    |                  | Arbitrage : Jacqui Palm Henrieta Hujdušová Johanna Suban |

### Match pour la médaille de bronze
| 21 février 2002 | Finlande | 1-2 (0–2, 1–0, 0–0) | Suède | Peaks Ice Arena, Provo 6 298 spectateurs |

| Feuille de match | Feuille de match                    | Feuille de match | Feuille de match                                                         | Feuille de match                                           |
| ---------------- | ----------------------------------- | ---------------- | ------------------------------------------------------------------------ | ---------------------------------------------------------- |
|                  | Sikiö (Laaksonen, Hänninen) − 31:35 | 0–1 / 0–2 / 1–2  | 05:08 − Samuelsson (G. Andersson) / 17:15 − Samuelsson (Bergstrand) (PP) | Arbitrage : Laura Vanderhorst Sue Cassidy Julie Piacentini |
| Tuula Puputti    | Gardiens                            | Kim Martin       |                                                                          | Arbitrage : Laura Vanderhorst Sue Cassidy Julie Piacentini |
| 8 min            | Pénalités                           | 16 min           |                                                                          | Arbitrage : Laura Vanderhorst Sue Cassidy Julie Piacentini |
| 33               | Tirs                                | 20               |                                                                          | Arbitrage : Laura Vanderhorst Sue Cassidy Julie Piacentini |

### Finale
| 21 février 2002 | États-Unis | 2-3 (0–1, 1–2, 1–0) | Canada | E Center, West Valley City 8 599 spectateurs |

| Feuille de match | Feuille de match                                                          | Feuille de match            | Feuille de match                                                                               | Feuille de match                                               |
| ---------------- | ------------------------------------------------------------------------- | --------------------------- | ---------------------------------------------------------------------------------------------- | -------------------------------------------------------------- |
|                  | King (Granato, Mounsey) (PP) − 21:59 / Bye (Mounsey, Potter) (PP) − 56:27 | 0–1 / 1–1 / 1–2 / 1–3 / 2–3 | 01:45 − Ouellette (Piper) / 24:10 − Wickenheiser (Goyette) / 39:59 − Hefford (Kellar, Brisson) | Arbitrage : Stacey Livingston Johanna Suban Henrieta Hujdušová |
| Sara DeCosta     | Gardiens                                                                  | Kim St-Pierre               |                                                                                                | Arbitrage : Stacey Livingston Johanna Suban Henrieta Hujdušová |
| 12 min           | Pénalités                                                                 | 26 min                      |                                                                                                | Arbitrage : Stacey Livingston Johanna Suban Henrieta Hujdušová |
| 27               | Tirs                                                                      | 29                          |                                                                                                | Arbitrage : Stacey Livingston Johanna Suban Henrieta Hujdušová |

### Place d'honneurs
|  | Demi-finales de classement | Demi-finales de classement |                        |   | Match pour la 5e place | Match pour la 5e place |
|  | Demi-finales de classement | Demi-finales de classement |                        |   | Match pour la 5e place | Match pour la 5e place |
|  |                            |                            |                        |   |                        |                        |
|  |                            |                            |                        |   |                        |                        |
|  |                            |                            |                        |   |                        |                        |
|  | Russie                     | 4                          |                        |   |                        |                        |
|  | Russie                     | 4                          |                        |   |                        |                        |
|  | Chine                      | 1                          |                        |   |                        |                        |
|  | Chine                      | 1                          | Russie                 | 5 |                        |                        |
|  |                            |                            | Russie                 | 5 |                        |                        |
|  |                            | Allemagne                  | 0                      |   |                        |                        |
|  | Allemagne                  | Allemagne                  | 0                      | 4 |                        |                        |
|  | Allemagne                  |                            |                        | 4 |                        |                        |
|  | Kazakhstan                 | 0                          |                        |   |                        |                        |
|  | Kazakhstan                 | 0                          | Match pour la 7e place |   |                        |                        |
|  |                            |                            |                        |   |                        |                        |
|  |                            |                            |                        |   |                        |                        |
|  |                            |                            |                        |   |                        |                        |
|  | Chine                      | 2                          |                        |   |                        |                        |
|  | Chine                      | 2                          |                        |   |                        |                        |
|  | Kazakhstan                 | 1                          |                        |   |                        |                        |
|  | Kazakhstan                 | 1                          |                        |   |                        |                        |

### Récompenses individuelles

#### Équipe d'étoiles
| Wickenheiser Granato Darwitz Ruggiero Mounsey St-Pierre |
| Équipe étoiles                                          |
| Wickenheiser Granato Darwitz Ruggiero Mounsey St-Pierre |

- Meilleure joueuse : Hayley Wickenheiser (Canada)
- Équipe type :
  - Meilleure gardienne : Kim St-Pierre (Canada)
  - Meilleure défenseuse : Angela Ruggiero (États-Unis)
  - Meilleure attaquante : Hayley Wickenheiser (Canada)

#### Meilleures marqueuses
| Player              | GP | G | A | Pts | +/− | PIM | POS |
| ------------------- | -- | - | - | --- | --- | --- | --- |
| Hayley Wickenheiser | 5  | 7 | 3 | 10  | +7  | 2   | F   |
| Cammi Granato       | 5  | 6 | 4 | 10  | +9  | 0   | F   |
| Danielle Goyette    | 5  | 3 | 7 | 10  | +7  | 0   | F   |
| Natalie Darwitz     | 5  | 7 | 1 | 8   | +8  | 2   | F   |
| Katie King          | 5  | 4 | 3 | 7   | +6  | 4   | F   |
| Jayna Hefford       | 5  | 3 | 4 | 7   | +7  | 2   | F   |
| Jenny Potter        | 5  | 1 | 6 | 7   | +6  | 2   | F   |
| Tara Mounsey        | 5  | 0 | 7 | 7   | +5  | 4   | D   |
| Vicky Sunohara      | 5  | 4 | 2 | 6   | +7  | 6   | F   |
| Jennifer Botterill  | 5  | 3 | 3 | 6   | +2  | 8   | F   |
| Karyn Bye           | 5  | 3 | 3 | 6   | +6  | 0   | F   |
| Katja Riipi         | 5  | 3 | 3 | 6   | +4  | 6   | F   |

### Classement final
L'Canada remporte sa 1re médaille d'or.
| Place                               | Équipe     |
| ----------------------------------- | ---------- |
| Médaille d'or, Jeux olympiques      | Canada     |
| Médaille d'argent, Jeux olympiques  | États-Unis |
| Médaille de bronze, Jeux olympiques | Suède      |
| 4                                   | Finlande   |
| 5                                   | Russie     |
| 6                                   | Allemagne  |
| 7                                   | Chine      |
| 8                                   | Kazakhstan |

### Équipes engagées et alignements

#### Canada

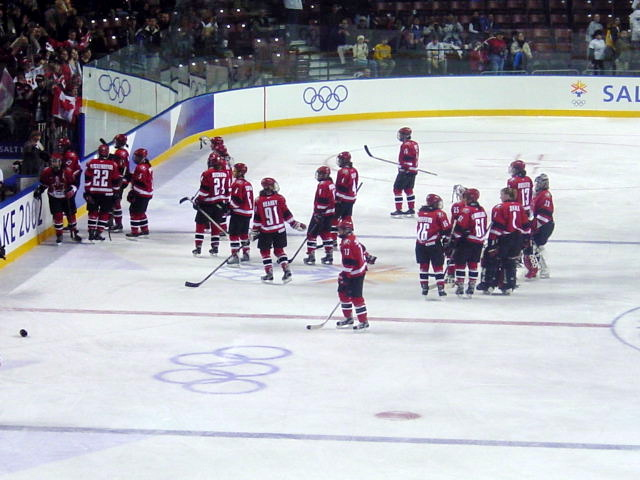
Kanadan joukkue.

- Entraîneur:  Danièle Sauvageau

| P | #  | Joueuse             |
| - | -- | ------------------- |
| G | 1  | Sami Jo Small       |
| G | 33 | Kim St-Pierre       |
| D | 4  | Becky Kellar        |
| D | 5  | Colleen Sostorics   |
| D | 6  | Thérèse Brisson     |
| D | 11 | Cheryl Pounder      |
| D | 73 | Isabelle Chartrand  |
| D | 91 | Geraldine Heaney    |
| A | 7  | Cherie Piper        |
| A | 12 | Lori Dupuis         |
| A | 13 | Caroline Ouellette  |
| A | 15 | Danielle Goyette    |
| A | 16 | Jayna Hefford       |
| A | 17 | Jennifer Botterill  |
| A | 22 | Hayley Wickenheiser |
| A | 23 | Dana Antal          |
| A | 24 | Kelly Béchard       |
| A | 25 | Tammy Lee Shewchuk  |
| A | 61 | Vicky Sunohara      |
| A | 77 | Cassie Campbell     |

#### États-Unis
- Entraîneur:  Benjamin Smith

| P | #  | Joueuse          |
| - | -- | ---------------- |
| G | 1  | Sara Decosta     |
| G | 29 | Sarah Tueting    |
| D | 2  | Tara Mounsey     |
| D | 3  | Courtney Kennedy |
| D | 4  | Angela Ruggiero  |
| D | 5  | Lyndsay Wall     |
| D | 7  | Sue Merz         |
| D | 11 | A.J Mleczko      |
| D | 24 | Chris Bailey     |
| A | 6  | Karyn Bye        |
| A | 8  | Laurie Baker     |
| A | 9  | Andrea Kilbourne |
| A | 12 | Jenny Potter     |
| A | 13 | Julie Chu        |
| A | 15 | Shelley Looney   |
| A | 17 | Krissy Wendell   |
| A | 20 | Katie King       |
| A | 21 | Cammi Granato    |
| A | 22 | Natalie Darwitz  |
| A | 24 | Chris Bailey     |

#### Suède
- Entraîneur: Christian Yngve

| P | #  | Joueuse             |
| - | -- | ------------------- |
| G | 30 | Kim Martin          |
| G | 35 | Annica Åhlén        |
| D | 5  | Emelie Berggren     |
| D | 6  | Anna Andersson      |
| D | 17 | Ann-Louise Edstrand |
| D | 23 | Gunilla Andersson   |
| D | 25 | Therese Sjölander   |
| D | 27 | Ylva Lindberg       |
| A | 7  | Maria Rooth         |
| A | 8  | Erika Holst         |
| A | 9  | Anna Vikman         |
| A | 10 | Evelina Samuelsson  |
| A | 11 | Maria Larsson       |
| A | 14 | Kristina Bergstrand |
| A | 18 | Josefin Pettersson  |
| A | 19 | Lotta Almblad       |
| A | 21 | Joa Elfsberg        |
| A | 24 | Nanna Jansson       |
| A | 28 | Danijela Rundqvist  |
| A | 29 | Ulrica Lindström    |

#### Finlande
- Entraîneur:  Jouko Lukkarila

| P | #  | Joueuse              |
| - | -- | -------------------- |
| G | 19 | Tuula Puputti        |
| G | 30 | Minna-Monica Halonen |
| D | 3  | Emma Laaksonen       |
| D | 5  | Pirjo Ahonen         |
| D | 6  | Saija Sirviö         |
| D | 9  | Terhi Mertanen       |
| D | 20 | Kirsi Hänninen       |
| D | 22 | Päivi Salo           |
| A | 8  | Marjo Voutilainen    |
| A | 10 | Sari Fisk            |
| A | 11 | Oona Parviainen      |
| A | 13 | Riikka Nieminen      |
| A | 15 | Satu Hoikkala        |
| A | 16 | Tiia Reima           |
| A | 21 | Petra Vaarakallio    |
| A | 23 | Hanne Sikiö          |
| A | 25 | Marja-Helena Pälvilä |
| A | 26 | Henna Savikuja       |
| A | 28 | Katja Riipi          |
| A | 29 | Karoliina Rantamäki  |

,

#### Russie
- Entraîneur: Viacheslav Dolgushin

| P | #  | Joueuse                |
| - | -- | ---------------------- |
| G | 20 | Irina Gasjennikova     |
| G | 30 | Irina Votintseva       |
| D | 2  | Marija Barykina        |
| D | 3  | Kristina Petrovskaja   |
| D | 4  | Alena Chomitsj         |
| D | 7  | Jelena Bobrova         |
| D | 15 | Olga Permjakova        |
| D | 26 | Olga Savenkova         |
| D | 29 | Zjanna Sjtsjeltsjkova  |
| A | 10 | Larisa Misjina         |
| A | 11 | Tatjana Sotnikova      |
| A | 12 | Loulia Gladysheva      |
| A | 17 | Iekaterina Smolentseva |
| A | 18 | Tatjana Tsareva        |
| A | 21 | Svetlana Trefilova     |
| A | 22 | Svetlana Terentjeva    |
| A | 23 | Tatjana Boerina        |
| A | 25 | Jekaterina Pasjkevitsj |
| A | 27 | Jelena Bjalkovskaja    |
| A | 28 | Oksana Tretjakova      |

#### Allemagne
- Entraîneur:  Rainer Nittel

| P | #  | Joueuse                   |
| - | -- | ------------------------- |
| G | 13 | Stephanie Wartosch-Kurten |
| G | 22 | Esther Thyssen            |
| D | 8  | Nina Ziegenhals           |
| D | 20 | Nina Linde                |
| D | 23 | Sabrina Kruck             |
| D | 25 | Sabine Ruckauer           |
| D | 44 | Jana Schreckenbach        |
| D | 69 | Sandra Kinza              |
| A | 9  | Raffi Wolf                |
| A | 14 | Anja Scheytt              |
| A | 15 | Nina Ritter               |
| A | 17 | Franziska Reindl          |
| A | 19 | Christina Oswald          |
| A | 21 | Michaela Lanzl            |
| A | 24 | Stephanie Fruhwirt        |
| A | 29 | Claudia Grundmann         |
| A | 54 | Maren Valenti             |
| A | 66 | Bettina Evers             |
| A | 71 | Julia Wierscher           |
| A | 81 | Maritta Becker            |

#### Chine
- Entraîneur:  Yao Naifeng

| P | #  | Joueuse       |
| - | -- | ------------- |
| G | 20 | Guo Hong      |
| D | 2  | Wang Ying     |
| D | 4  | Li Xuan       |
| D | 6  | Lu Yan        |
| D | 7  | Xu Lei        |
| D | 9  | Sang Hong     |
| D | 10 | Chen Jing     |
| D | 21 | Guan Weinan   |
| D | 24 | Shen Tiantian |
| A | 1  | Jiang Limei   |
| A | 3  | Liu Hongmei   |
| A | 8  | Yang Xiuqing  |
| A | 11 | Hu Chunrong   |
| A | 12 | Jin Fengling  |
| A | 13 | Zhang Jing    |
| A | 14 | Sun Rui       |
| A | 15 | Liu Yanhui    |
| A | 18 | Ma Xiaojun    |
| A | 19 | Wang Linuo    |
| A | 22 | Dai Qiuwa     |

#### Kazakstan
- Entraîneur:  Aleksandr Maltsev

| P | #  | Joueuse             |
| - | -- | ------------------- |
| G | 1  | Anna Akimbetyeva    |
| G | 33 | Natalja Troenova    |
| D | 2  | Antonida Asonova    |
| D | 4  | Oksana Tajkevitsj   |
| D | 9  | Olga Potapova       |
| D | 12 | Viktorija Adyjeva   |
| D | 21 | Viktorija Sazonova  |
| A | 5  | Tatjana Chlyzova    |
| A | 6  | Ljoebov Vafina      |
| A | 7  | Ljoebov Aleksejeva  |
| A | 10 | Jelena Sjtelmajster |
| A | 11 | Nadezjda Loseva     |
| A | 14 | Dinara Dikambajeva  |
| A | 16 | Olga Konysjeva      |
| A | 17 | Olga Krjoekova      |
| A | 19 | Natalja Jakovtsjoek |
| A | 23 | Jekaterina Maltseva |
| A | 27 | Svetlana Maltseva   |
| A | 29 | Svetlana Vasina     |
| A | 30 | Joelija Solovjova   |